# Contea di Yilgarn
La contea di Yilgarn è una delle 43 local government areas che si trovano nella regione di Wheatbelt, in Australia Occidentale. Si estende su di una superficie di circa 30.720 chilometri quadrati ed ha una popolazione di 3.000 abitanti.